# Базенкур сир Со
Базенкур сир Со (фр. Bazincourt-sur-Saulx) насеље је и општина у североисточној Француској у региону Лорена, у департману Меза која припада префектури Бар ле Дик.
По подацима из 2011. године у општини је живело 149 становника, а густина насељености је износила 14,41 становника/km². Општина се простире на површини од 10,34 km². Налази се на средњој надморској висини од 205 метара (максималној 302 m, а минималној 183 m).

## Демографија
| 1962. | 1968. | 1975. | 1982. | 1990. | 1999. | 2011. |
| ----- | ----- | ----- | ----- | ----- | ----- | ----- |
| 152   | 187   | 133   | 121   | 177   | 166   | 149   |

График промене броја становника у току последњих година